# Aiguilles
Aiguilles (okzitanisch Agulhas) ist eine französische Gemeinde mit 374 Einwohnern (Stand 1. Januar 2022) im Département Hautes-Alpes in der Region Provence-Alpes-Côte d’Azur. Sie gehört zum Arrondissement Briançon und zum Gemeindeverband Guillestrois et Queyras.

## Geografie
Die 40 km² große Gemeinde Aiguilles im Queyras umfasst einen Abschnitt des oberen Guiltales in den Cottischen Alpen, unweit der Grenze zwischen Frankreich und Italien. In den nach Westen fließenden Guil münden zahlreiche Gebirgsbäche (Torrent-du-Lombard, Torrent-de-Peynin). Das Gemeindegebiet gehört zum Regionalen Naturpark Queyras.
Die quer zum Alpenhauptkamm liegenden Gebirgsausläufer erreichen um Aiguilles Höhen von über 2400 m Höhe:
Zu diesen gehören:
nördlich des Guiltales
- Petit Rochebrune 3078 m
- La Serre de l’Aigle 2496 m
- Pic du Malrif 2906 m

südlich des Guiltales
- Pic du Fond de Peynin 2912 m
- La Gardiole de l’Alp 2786 m

Zu Aiguilles zählen die Ortsteile La Condamine, Peynin, Le Lombard und Les Eygliers.
Nachbargemeinden von Aiguilles sind Cervières im Norden, Abriès-Ristolas im Süden und im Südosten sowie Molines-en-Queyras im Südwesten und Westen.

## Geschichte
Funde aus gallorömischer Zeit lassen auf eine lange Geschichte des Ortes schließen. Die aus Holz gebauten Häuser waren sehr anfällig für Feuersbrünste. So wurden weite Teile des Dorfes 1746 und 1829 durch Brände verwüstet. Nach dem letzten Großbrand wanderten viele Bewohner nach Südamerika aus, insbesondere nach Argentinien, Kolumbien und Chile. Einige der dort zu Wohlstand gekommenen Familien kehrten zu Beginn des 20. Jahrhunderts nach Aiguilles zurück und errichteten prächtige Villen.
| Jahr      | 1962 | 1968 | 1975 | 1982 | 1990 | 1999 | 2010 | 2021 |
| Einwohner | 250  | 249  | 275  | 310  | 377  | 441  | 433  | 377  |

Im Jahr 1831 wurde mit 983 Bewohnern die bisher höchste Einwohnerzahl ermittelt. Die Zahlen basieren auf den Daten von cassini.ehess und INSEE.

## Sehenswürdigkeiten
- Pfarrkirche St. Johannes der Täufer (Église Saint-Jean-Baptiste) aus dem 17. Jahrhundert, nach Brandschäden im 19. Jahrhundert rekonstruiert
- Herz-Jesu-Kapelle (Chapelle du Sacré-Cœur) neben der Pfarrkirche, gehörte früher einer Büßer-Bruderschaft
- Sonnenuhr mit der Aufschrift „Nihil sine sole“ (Nichts ohne Sonne)
- zahlreiche Brunnen

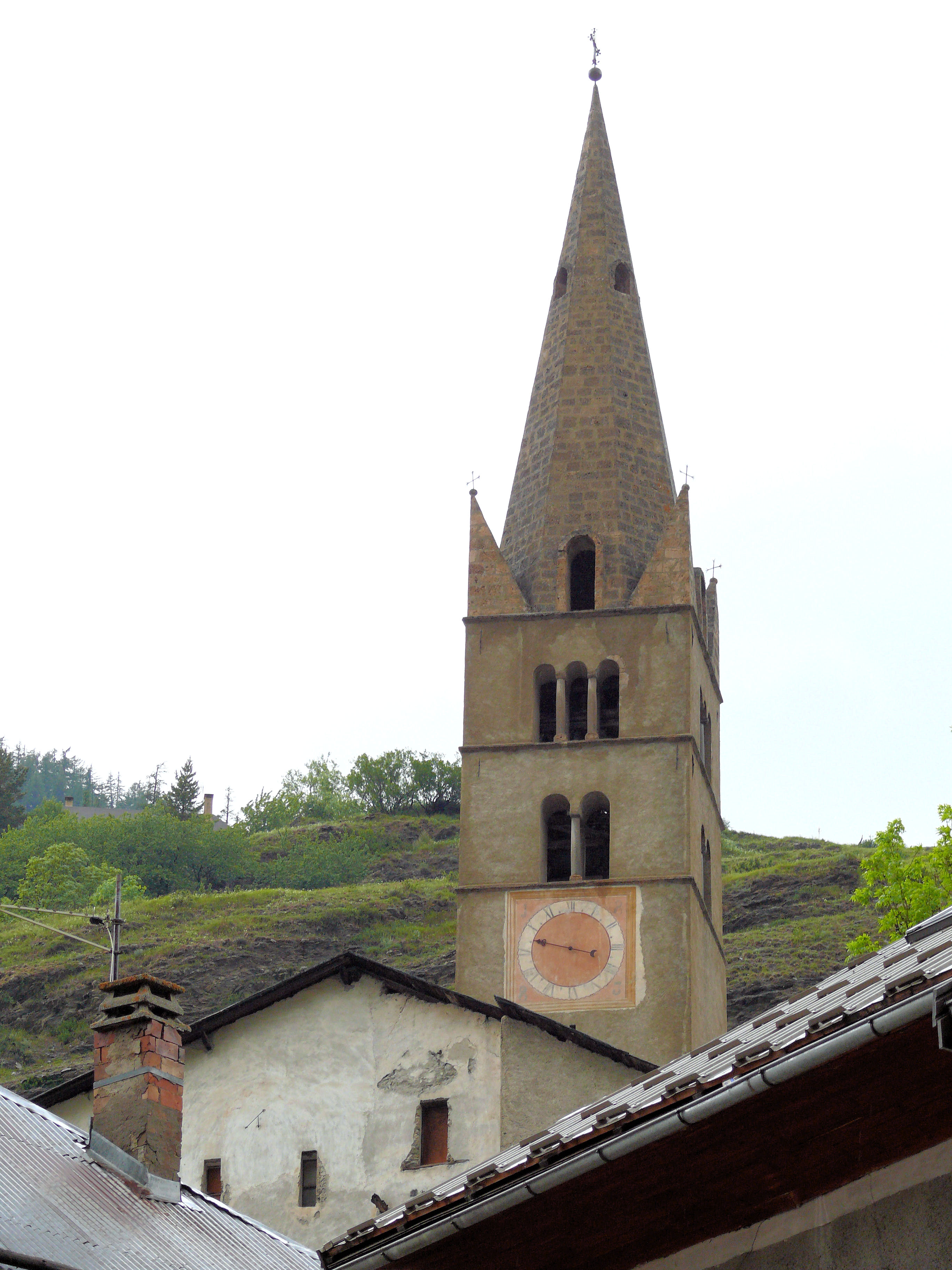
Turm der Johanneskirche
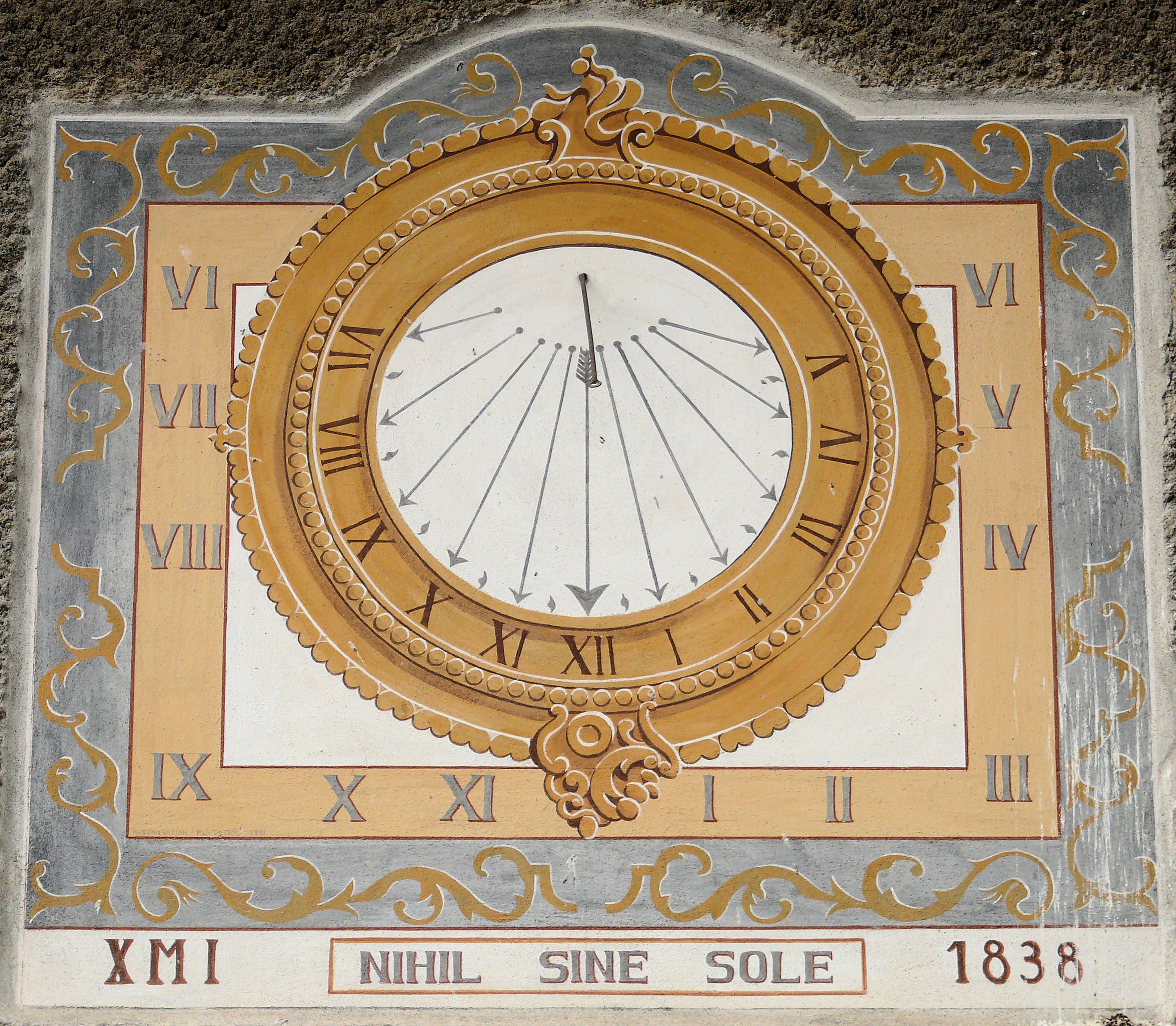
Sonnenuhr in Aiguilles

## Wirtschaft und Infrastruktur
In der Gemeinde sind sechs Landwirtschaftsbetriebe ansässig (Getreideanbau, Zucht von Rindern, Schafen und Ziegen). Der Haupterwerbszweig in Aiguilles ist aber inzwischen das Gastgewerbe. Für die Touristen stehen zahlreiche Hotels und Pensionen zur Verfügung. Die Hauptsaison ist der Winter, wenn die vier Skilifte südöstlich des Ortes in Betrieb und die fünf Pisten präpariert sind.
Von Gap an der A 51 erreicht man Aiguilles über das Durancetal und das Guiltal. Von Briançon aus führt die Zufahrt nach Aiguilles über den Col Agnel.

## Belege
1. ↑  Geschichte auf www.aiguilles.com. Archiviert vom Original (nicht mehr online verfügbar) am 27. Januar 2013; abgerufen am 30. März 2013 (französisch).  Info: Der Archivlink wurde automatisch eingesetzt und noch nicht geprüft. Bitte prüfe Original- und Archivlink gemäß Anleitung und entferne dann diesen Hinweis.
2. ↑  Aiguilles auf cassini.ehess
3. ↑  Aiguilles auf INSEE
4. ↑  Landwirtschaftsbetriebe auf annuaire-mairie.fr (französisch)